# La Concepción (parroquia)
Concepción, también conocida como La Concepción, es una de las 32 parroquias urbanas de la ciudad de Quito. Se ubica en el norte de la urbe. Limita con sus similares de Cotocollao y Ponceano por el norte, Rumipamba y Jipijapa por el sur, Kennedy por el este y Cochapamba por el oeste.
En términos viales, la parroquia está flanqueada por las avenidas Del Maestro y Cristóbal Vaca de Castro al norte, la avenida Occidental por el oeste, las avenidas De la Prensa y Amazonas hacia el este y la avenida Zamora por el sur. Sus principales vías de tránsito interno en sentido norte-sur son las avenidas Amazonas, De la Prensa, Machala y Occidental; mientras que en sentido este-oeste son las avenidas Zamora, Florida, Emperador Carlos V, Fernández Salvador y Cristóbal Vaca de Castro.

## Servicios
En cuanto a su infraestructura, la parroquia es una zona altamente densa, con el 52,7% de población viviendo en edificios de apartamentos (San Carlos, San Pedro Claver) y un 43,1 en casas unifamiliares. El 99,2% de la zona tiene acceso a los servicios básicos (luz, agua, teléfono, internet). La oferta educativa de La Concepción incluye 41 instituciones entre educación inicial hasta bachillerato, y se encuentra dividida en un 74,2% de planteles privados, versus 25,8% de públicos.
El extremo suroriental de la parroquia se encuentra contemplado en el plan de desarrollo municipal para los alrededores del parque Bicentenario, en torno al que se prevé una nueva zona empresarial y financiera para la ciudad de Quito. Parte de este plan de desarrollo urbano incluye la estación subterránea del Metro de Quito en El Labrador, al igual que la estación multimodal de transportes que estará lista a fines de 2014.

## División administrativa
Administrativamente hablando, la parroquia se encuentra dividida en 14 barrios, a saber:
- Aeronáutico
- Andalucía
- Betania
- Bicentenario
- El Pinar
- Félix Rivadeneira
- Franklin Tello
- La Concepción
- La Florida
- Maldonado
- Mexterior
- Omnibus Urbano
- San Carlos
- San Pedro Claver